# Боргетти, Микеле
Микеле Боргетти (итал. Michele Borghetti; род. 13 марта 1973 года, Ливорно, Италия) — итальянский шашист играющий в итальянские шашки, чекерс и международные шашки, чемпион мира по чекерсу по версиям 3-Move и GAYP, тринадцатикратный чемпион Италии по итальянским шашкам, пятикратный чемпион Италии по международным шашкам и чемпион Италии по чекерсу. Обладатель рекорда по игре вслепую по итальянским шашкам — 40 очков на 23 досках (2003 год). Гроссмейстер по итальянским и мастер ФМЖД по международным шашкам.

## Биография
Микеле Боргетти начал заниматься шашками по итальянской версии в 12 лет под влиянием своего отца итальянского шашиста Джанкарло Боргетти, специализировавшегося в международных шашках. В 1988 году занимает 6 место на чемпионате мира среди кадетов по международным шашкам и становится мастером спорта. В 1991 году становится первый раз чемпионом страны.
В 1990 году становится мастером спорта по итальянским шашкам. В 1992 становится первый раз чемпионом страны.
Участник чемпионата Европы по международным шашкам 1992 года (17 место).
Микеле Боргетти занял первое место по чекерсу на вторых Всемирных интеллектуальных играх 2012.
В 2013 году выигрывает звание чемпиона мира по чекерсу в матче против Алекса Моисеева по версии 3-Move (с жеребьёвкой трёх первых ходов). В 2015 году защитил свой титул в матче против Лубабало Кондло.
В 2016 году победил в матче по версии GAYP действующего чемпиона Сержио Скарпетту и завоевал титул чемпиона мира.
В 2017 году стал победителем первого чемпиона Европы по чекерсу проводившегося по версии 3-Move.
В 2018 году уступил в матче за звание чемпиона мира по версии GAYP +5 =15 -0 Лубабало Кондло (ЮАР).